# Meichi Narasaki
Meichi Narasaki (jap. 楢﨑 明智 Narasaki Meichi; ur. 13 maja 1999, Utsunomiya w prefekturze Tochigi) – japoński wspinacz sportowy, specjalizujący się w boulderingu, prowadzeniu oraz we wspinaczce łącznej. Dwukrotny mistrz Azji z Kurayoshi z 2018.

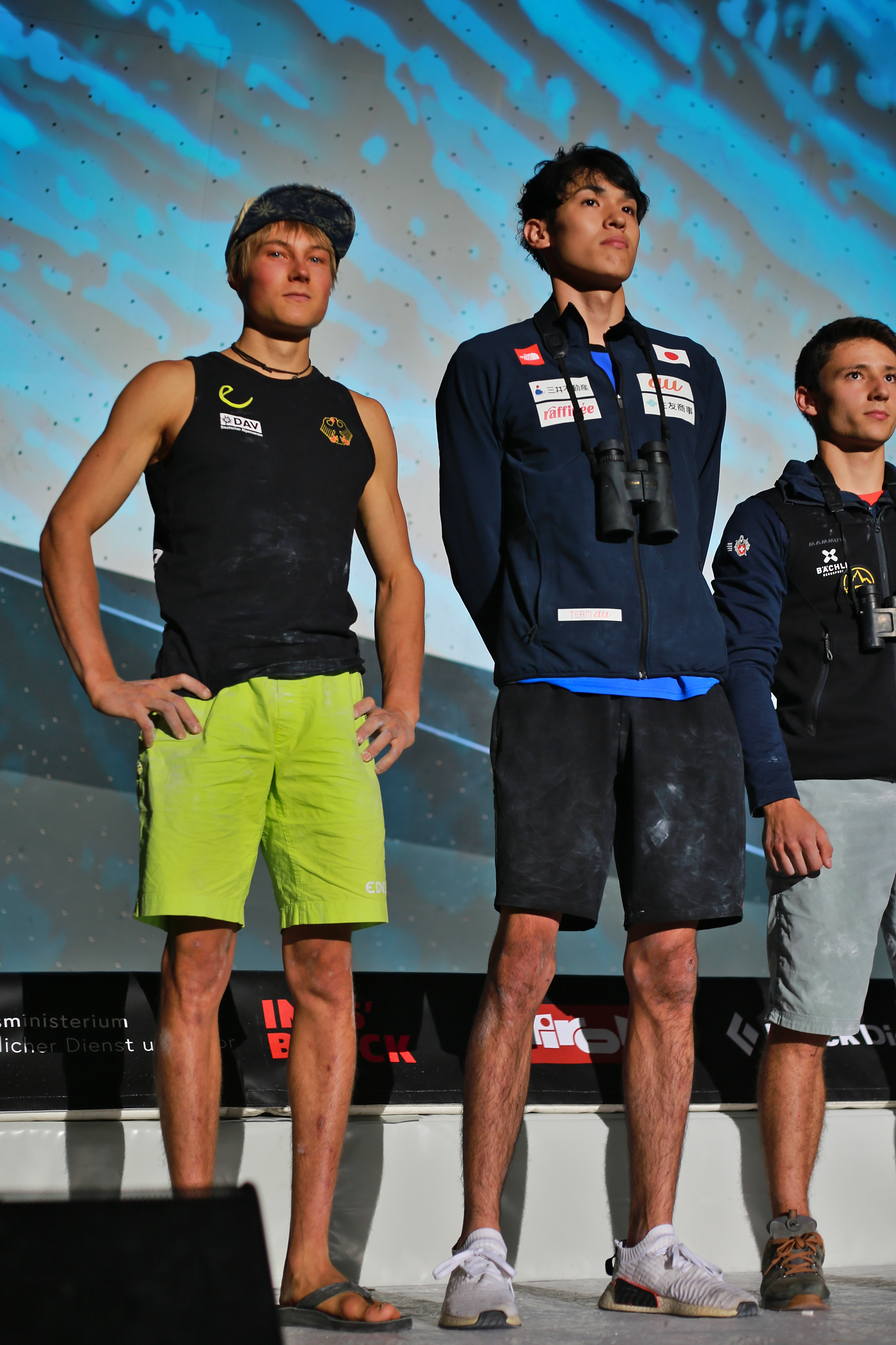
MŚ 2018, Innsbruck. Stoją od lewej: Alexander Megos (GER) Meichi Narasaki (JPN), finaliści w prowadzeniu.

Jego starszy brat Tomoa Narasaki jest również profesjonalnym wspinaczem sportowym.

## Kariera sportowa
W Kurayoshi w roku 2018 na mistrzostwach Azji zdobył dwa złote medale; w boulderingu oraz we wspinaczce łącznej.
W 2019 na mistrzostwach świata w Hachiōji w prowadzeniu oraz w boulderingu zajął odpowiednio 12 i 13 miejsca, a  we wspinaczce łącznej był 5. Zajęcie tak wysokich miejsc w klasyfikacji generalnej wspinaczki łącznej nie zapewniło mu kwalifikacji olimpijskich na IO 2020 w Tokio we wspinaczce sportowej. Powodem był fakt, że na igrzyska mogło uzyskać awans tylko 2 zawodników z jednego państwa, ubiegli go; Tomoa Narasaki (prywatnie starszy brat) oraz Kai Harada. Meichi Narasaki był dopiero 3 Japończykiem na tych mistrzostwach świata, które były jednocześnie kwalifikacjami na igrzyska. Wystartował w 2019 roku w Tuluzie w światowych zawodach kwalifikacyjnych, gdzie zajął 3 miejsce, udowadniając i mając nadzieję na wyjazd na igrzyska jest jeszcze dla niego możliwy.

## Osiągnięcia

### Mistrzostwa świata
| Konkurencje       | 2018 | 2019 |
| Bouldering        | 37   | 13   |
| Prowadzenie       | 4    | 12   |
| Wsp. na czas      | 42   | 38   |
| Wspinaczka łączna | 8    | 5    |

### Mistrzostwa Azji
| Konkurencje       | 2018 | 2019 |
| Bouldering        | 1    | —    |
| Prowadzenie       | 6    | —    |
| Wsp. na czas      | 18   | —    |
| Wspinaczka łączna | 1    | —    |